# Omboué
Omboué är en ort i Gabon. Den ligger i provinsen Ogooué-Maritime, i den västra delen av landet, 220 km söder om huvudstaden Libreville. Antalet invånare är 2 009.